# Juvigny-sous-Andaine

Juvigny-sous-Andaine este o comună în departamentul Orne, Franța. În 2009 avea o populație de 1065 de locuitori.